# مدرسه معماری انجمن معماری
مدرسهٔ معماری انجمن معماری (به انگلیسی: Architectural Association School of Architecture) که به‌طور کوتاه AA نیز نامیده می‌شود، یکی از مشهورترین دانشکده‌های آموزش معماری دنیا است و در شهر لندن قرار دارد. گرایش عمده این مدرسه به پیشتازی در عرصه‌های نو و پژوهشی معماری است.